# Freedom Deep
«Freedom Deep» es el trigésimo noveno disco sencillo del grupo australiano de rock INXS, el cuarto desprendido de su noveno álbum de estudio Full Moon, Dirty Hearts, y fue publicado en abril de 1994 tan solo en Australia y Japón. Alcanzó el puesto 111 en Australia. La canción fue escrita por Andrew Farriss y Michael Hutchence.
El vídeo del sencillo fue realizado por Lynn-Maree Milburn, quien ya había trabajado previamente con la banda; aparte de realizar vídeos a otros grupos como U2. Milburn también es productora del documental de 2019 sobre la vida de Michael Hutchence: Mystify: Michael Hutchence, de hecho la carátula del documental es un fotograma del video de «Freedom Deep».
«Freedom Deep» fue tocada en directo en el The Great Music Experience en la ciudad japonesa de Nara en mayo de 1994, en un concierto organizado por la UNESCO, con la idea de unir la música japonesa y occidental. El arreglo de la canción fue respaldado por una selección única de instrumentos japoneses que encajaban perfectamente con el estilo musical de las canciones. Otros artistas en el evento fueron Bob Dylan, Bon Jovi y Joni Mitchell.

## Formatos
Formatos del sencillo.
En CD
| CD 1994 East West Records 4509957882 |                                          |                                    |          |  |
| N.º                                  | Título                                   | Escritor(es)                       | Duración |  |
| 1.                                   | «Freedom Deep»                           | Andrew Farriss y Michael Hutchence | 3:59     |  |
| 2.                                   | «Please (You Got That ...)» (Club Mix)   | Andrew Farriss y Michael Hutchence | 8:02     |  |
| 3.                                   | «Cut Your Roses Down» (Sure Is Pure Mix) | Andrew Farriss y Michael Hutchence | 6:55     |  |
| 4.                                   | «Viking Juice» (The Butcher Mix)         | Andrew Farriss y Michael Hutchence | 3:14     |  |